# Anamnéza (filozofie)
Teorie rozpomínání (z řec. αναμνήσις anamnésis = rozpomínání, vzpomenutí) je Platónova teorie z oblasti epistemologie. Podle Platóna je lidské poznávání rozpomínáním se (anamnésis) nesmrtelné duše na ideje, které spatřila před svým spojením se smrtelným tělem (podrobněji viz dialog Faidros). Chceme-li poznat pravdu, učil Platón, je naprosto bezúčelné obracet se na smysly a počitky; naopak je třeba úplně se od nich odpoutat, ponořit se do hlubin své duše a snažit se, aby se rozpomněla na to, co viděla ve světě idejí.